# MINT mate box
MINT mate box（ミントメイトボックス）は、日本のバンド。レーベルはビーイングに設立された個人レーベル｢MMB RECORDS｣。所属事務所はビーイング。

## メンバー
- mahocato（まほかとう）

ボーカル・ギター担当。血液型:B 出身:広島県 特技:英語、モノマネ すきな飲み物:カフェラテ 趣味:写真、ヨガ、愛犬と街巡り
- KJ（けーじぇい）

ギター担当及びリーダー担当。血液型:A 出身:島根県 特技:パズドラ 趣味:twitter、ファッション、機材を眺める
- やすだちひろ（やすだちひろ）

ベース担当。血液型:A 出身:兵庫県 特技:バスケ すきな食べ物:パイナップル 趣味:ネットサーフィン(主に YouTube)

## 来歴
- 2016年4月、やすだちひろが、mahocatoのinstagramの弾き語り動画を見てバンドに誘うが、本人はベースは愚か楽器経験がない状態で始動。mahocatoの地元広島の音楽仲間KJに声を掛ける[1]。
- 2016年12月、Drの竹原大樹が音楽活動と仕事の両立が困難になり脱退。
- 2017年4月1日、CAMPFIRE内 MV制作プロジェクトを始動、リターンイベントとして渋谷LOFT 9にてPEP PARTYを開催しバンドとして始動。
- 2017年4月19日、タワーレコード内レーベル Here,play pop! より 1st E.P.「present」をリリース
- ヤマモトショウ （exふぇのたす）プロデュース、タイヘイ（ex.カラスは真っ白）、森夏彦(Shiggy Jr.）らがアレンジで参加。第一興商が今注目のアーティストを強力PUSHする「D-PUSH!」に選出、
- 関西ローカルCM「ザ ミリカシティ」のCMソングに「メモリ」、TVK新番組「ミュートマ2」5月度OPテーマ、関西テレビ音楽番組「音エモン」5月度マンスリープッシュ に「リサイクル」が起用される。
- 2017年7月、Being内にMMB RECORDSを設立
- 2017年11月25日、ライブ会場&WEB 数量限定  カセットテープ「ラブラブファイヤー」を発売（完売）
- 2018年2月7日、2nd E.P. 「beside」をリリース、邦楽2月度のタワーレコメンに選出。関西テレビ音楽番組「音エモン」 5月度マンスリープッシュに「メイクキュート」が決定
- 2018年3月、デンマークのスポーツブランド「hummel」とアンバサダー契約、新曲「走れ」の書き下ろし、MVを制作
- 2018年5月6日、よりFM FUJIにて初のレギュラー番組「”knock! knock! knock!”」を担当
- 2018年7月5日、会場限定CD「スタート/走れ」をリリース。
- 2018年10月3日、3rd E.P.「ideal」をリリース。TVK新番組「ミュートマ2」10月度OPテーマ
- 2018年11月5日、M-ON! TV 「ZOOM UP」内ゲストコーナー「Chill out」のMCアシスタントを”やすだちひろ”が担当。
- 2018年11月9日、渋谷先行上映、11月16日全国ロードショー “吉田凜音”“久間田琳加”主演映画「ヌヌ子の聖戦」挿入歌 「君のことで悩みたい」提供
- 2018年11月14日、”MOOSIC LAB2018 “出展「いつか輝いていた彼女は」主演:小倉青(2017年ミスID) 主題歌:「青春っていつも何かがたりない」 提供
- 2018年11月16日、SCRAP 制作「さよなら、僕らのマジックアワー」テーマソングに、GOING UNDER GROUND「トワイライト」のカバーを提供
- 2019年10月20日、東京・UNITで行うワンマンライブ「The Last Live」をもって解散した[2]。

## バンド名の由来
「MINT」という単語を入れようというのは決まっていて、「MINT」だけだとSNSで検索してもなかなか引っかからないので何かつけようと考えていた。「MINT」と「box」まで決まり、その中に入れる単語にかなり悩みながら、結成が5月だったから「may」とかいろいろ候補はあったが、最終的には「mate」を加えてMINT mate boxになった。

## ディスコグラフィ

### シングル
| 枚  | リリース       | タイトル           | 販売生産番号              |
| --- | -------------- | ------------------ | ------------------------- |
| 1st | 2017年11月25日 | ラブラブファイヤー | MSX-001（カセットテープ） |
| 2nd | 2018年7月5日   | スタート           | MCX-002（CD）             |

### E.P.
| 枚  | リリース      | タイトル  | 販売生産番号                        | 最高位 |
| --- | ------------- | --------- | ----------------------------------- | ------ |
| 1st | 2017年4月19日 | present   | HPP-1007（CD）                      | 66位   |
| 2nd | 2018年2月7日  | beside    | MCX-001（CD）                       | 44位   |
| 3rd | 2018年10月3日 | ideal     | MCX-003（CD）                       | 69位   |
| 4th | 2019年4月3日  | Highlight | MCX-004（CD+Tシャツ） MCX-005（CD） | 72位   |

## 主なライブ

### 2017年
- 5月27日「下北沢サウンドクルージング」@下北沢ERA
- 7月26日「Ruby Tuesday #19」@新宿LOFT
- 8月24日「SOUND SHOCK 2017」
- 9月16日「TOKYO CALLING」@ 下北沢 BASEMENT BAR
- 9月17日「ビスケット・オリバ Vol.3」
- 10月8日「MINAMI WHEEL」@VARON *入場規制
- 10月15日「福井仁愛大学 」学園祭
- 10月26日「expop」@ O-nest
- 10月28日「日本工学院学園際 KAMAROCK FES」学園祭
- 11月19日「関西国際大学尼崎キャンパス大学祭」学園祭
- 11月21日「Ruby Tuesday」@ 新代田FEVER
- 12月18日「 CHANPON」@MOLE(札幌)Drop's/ 嘘とカメレオン / SHE IS SUMMER

### 2018年
- 1月20日 Best Beautiful Booking @新宿ReNY
- 1月26日 池下 CLUB UPSET  NEXTO 中日本 2018 supported by @FM「ROCK YOU!」
- 2月19日 新宿LOFTヤマモトショウpresent「 誕生日、おれ2018」
- 3月3日 見放題東京 2018
- 3月18日 LIVE SQUARE 2nd LINE 5th ANNIVERSARY「OTOEMON FESTA 2018」
- 7月15日 JOIN ALIVE 2018
- 8月2日 the piggies 2マンライブ@名古屋UPSET
- 9月15日 TOKYO CALLING 2018
- 9月22日 札幌 HTB 夢チカライブ
- 10月8日 MINAMI WHEEL 2018
- 11月10日 大阪ビジュアルアーツ専門学校 学園祭
- 11月24日 さいたま大学 第69回むつめ祭
- 12月10日 sooogood!企画ライブ@名古屋UPSET
- 12月14日 Absolute area 企画ライブ 『Pleasure』
- 12月27日 sooogood!企画ライブ@東京WWW

## 自主企画ライブ

### 初の東名阪TOUR 「DOMINO ROUND TOUR」
- 4月14日 新代田FEVER(東京) Guest / SUNNY CAR WASH
- 4月21日 心斎橋VARON (大阪)  GUEST/ Lucie,Too
- 4月22日 ell.SIZE(愛知) GUEST / Lucie,Too

### 第2弾 COOL MINT LIVE
- 7月5日 渋谷WWW Guest / The Floor

### 第3弾 GOOD CREW TOUR
- 10月03日 宮城・仙台 LIVE HOUSE enn2nd
- 10月07日 愛知・SPADE BOX
- 10月12日 福岡・DRUM SON
- 10月14日 広島・BACK BEAT  (SOLD OUT)
- 10月16日 大阪・梅田 Shangri-La   (SOLD OUT)
- 10月19日 新潟・CLUB RIVERST
- 10月21日 東京・渋谷 CLUB QUATTRO   (SOLD OUT)